# ديبورا بلاكويل
ديبورا بلاكويل (بالإنجليزية: Deborah Blackwell)‏ هي منتجة تلفزيونية أمريكية، ولدت في 15 يونيو 1950، وتوفيت في 31 يناير 2014 في ستونتون في الولايات المتحدة بسبب مرض بيك.